# Help for Brazil
Help for Brazil foi uma sociedade missionária fundada em 1893 no Reino Unido por um grupo de 14 pessoas, entre elas Sarah Poulton Kalley, viúva do Dr. Robert Reid Kalley, o Rev. James Fanstone, pastor da Igreja Evangélica Pernambucana e o célebre missionário Hudson Taylor. O objetivo da Help for Brazil era cooperar através do envio de obreiros com as igrejas originadas do trabalho do Dr. Kalley, conhecidas como Igrejas Evangélicas e que mais tarde passaram a ser conhecidas como Igrejas Evangélicas Congregacionais

## História
Quando o Rev. James Fanstone foi à Inglaterra, em 1891, expôs a alguns amigos as necessidades da evangelização do Brasil e Portugal, em harmonia com a Sociedade de Evangelização do Rio de Janeiro (Atual Missão Evangelizadora do Brasil e Portugal). Alguns movimentos se fizeram nesse sentido. A ideia, porém, tomou forma definitiva em resposta a um apelo que Sarah Kalley dirigiu aos crentes de sua terra por meio de uma brochura intitulada "Ao Brasil, via Madeira", secundando os esforços do Rev. Fanstone. Um grupo de 14 pessoas, entre elas o Rev. Fanstone, D. Sarah, o célebre missionário Hudson Taylor e o Dr. João Gomes da Rocha, fundou então uma sociedade missionária para ajudar a obra do Dr. Kalley no Brasil.
A nova entidade tomou o nome de Help for Brasil (Auxílio ao Brasil), sendo D. Sarah sua secretária.
Como não dispunha de grandes recursos, a política da Help for Brazil foi a de enviar missionários e não o auxílio financeiro.
O primeiro missionário foi o Rev. Henrique McCall, que veio em companhia do Rev. Fanstone.
Trabalhou em Passa Três, transferindo-se mais tarde para a Igreja Presbiteriana. Vieram, depois, em 1894, mais quatro novos obreiros: o Rev. Charles W. Kingston, fundador das Igrejas de Vitória de Santo Antão e Caruaru, em Pernambuco; o Rev. Thomas C. Joyce, que esteve pouco tempo em Pernambuco, vindo logo para Passa Três, onde se casou com sua colega Amélia C. Vigor, e mais tarde se passou para a Igreja Batista; e a Srta. Ana Berenguer Melville que, com sua colega Amélia Vigor, trabalhou algum tempo na Escola diária da Igreja Fluminense, e mais tarde viria a casar-se com o Sr. Jabez Wright.
Desde então outros missionários seguiram-se a estes primeiros: o Rev. José Orton, iniciador do trabalho em Mangaratiba, Luiz Suter, Ana Huber, Ida Knorr e Miss Aylton; o Rev. James Mac Carthy e depois os Revs. X. C. Cooper, Jabez Wright e Alexandre Telford.

## Formação da UESA
Em 1911, a Help for Brazil reuniu-se com outras missões e veio a formar a UESA (União Evangélica Sul-Americana).
A UESA nasceu durante uma das célebres convenções de Keswick, na Inglaterra. Líderes evangélicos daquele país, entre eles o Dr. Campbell Morgan, não se conformavam com a decisão da Conferência Mundial de Missões Estrangeiras, em Edimburgo, determinando excluir a América Latina da esfera missionária, sob a alegação de que essa região já vinha sendo cristianizada há séculos pela Igreja Católica Apostólica Romana. A repulsa daqueles líderes ganhou simpatia e terreno entre muitos e assim, para manter viva a chama da evangelização na América Latina, três missões britânicas que aqui operavam vieram a unir-se: a Regions Beyond Missionary Union, com trabalho na Argentina e no Peru, a South American Evangelization Mission, com trabalho em São Paulo e Goiás, e a Help for Brazil. Dessa união surgiu a União Evangélica Sul-Americana (UESA).